# Az utolsó tréfa
Az utolsó tréfa (The Man Who Japed) Philip K. Dick 1956-ban megjelent tudományos-fantasztikus regénye.
Dick egyik kevésbé ismert alkotása, de számos olyan ötletet és témát tartalmaz, amelyek későbbi munkáiban is visszatérnek. A regény egy morbid poénnal kezdődik, egy szobor szokatlan lefejezésével.

## Történet
|  | Alább a cselekmény részletei következnek! |

A cselekmény 2114-ben kezdődik, egy pusztító huszadik századi korlátozott nukleáris háború után egy dél-afrikai (Afrikaans Birodalom) katonai túlélő, Streiter tábornok 1985-ben globális forradalmat indított el, amely bevezette a totalitárius kormányt. A főszereplő, Allen Purcell meglátogatja Japán északi szigetét, Hokkaidót. A helyszín még mindig egy elhagyatott pusztaság, amely nem tért magához az 1972-es nukleáris bombázás után, a könyvben említett globális háború utolsó évében.
A rendszer – a Morális Megújhodás („Momeg”) – szigorú ideológiája uralja a posztapokaliptikus világot. Streiter egyik leszármazottja, Ida Pease Hoyt az egyik legfőbb vezető. A Momeg egy ultrakonzervatív és puritán társadalmat hozott létre, amely elnyomja és elítéli polgártársait. A büntetendő bűncselekmények közé tartozik többek között az enyhe nyilvános szitkozódás, a nem házastárssal való csókolózás, a közösségi találkozókról való távolmaradás. Létezik azonban a virágzó feketepiac, ahol bárki megvásárolhatja a Dekameront, James Joyce Ulysses-ét, ihat finom spanyol bort.
A földi emberek számos más bolygórendszert is elfoglalnak. Vannak emberi kolóniák a Bellatrixon, a Szíriusz 8-on és 9-en. Ezeken a világokon intenzív munkára van szükség a túléléshez szükséges mezőgazdasági és ipari termékek biztosításához. Az egyik bolygót „menedékként” használják a társadalmi összeomlások veszélyének elkerülésére.
A nemzet atyjának, Streiter őrnagynak a szobrát megrongálták. Valaki nagyon rossz tréfát követett el. A hatóságok, a sajtó, a polgárok is tudni akarják, ki tette. Allen Purcell rémülten szembesül azzal, hogy a szobrot ő csonkította meg. A férfinek csak homályos, torz és széttagolt emlékei vannak a tettéről, és nem érti a saját motivációját. Kinevezésre vár: a Telemédia, az erkölcsökért felelős szervezet igazgatói posztját kínálták fel a számára.
Purcell később bajba került, mert egy konkurens cég leleplezte a Gretchen Malpartóval való kapcsolatát. Allen ezután – lemondatása árnyékában – kreál egy morbid történetet Streiter tábornokról, ahol egy élő televíziós adásban hamisan állították, hogy Streiternek az volt a politikája, hogy a rendszere ellenségeit lemészároltatta, és utána ételként szolgáltatta fel a családjának és magának. A műsorban Ida Pease Hoyt is azzal vádolták, hogy folytatta a kannibalizmust.
Purcell és felesége hamarosan menekülni kényszerült a Momeg igazságszolgáltatása elől, de a férfi az űrrepülőtéren mégis úgy döntött, hogy a Földön marad, és szembenéz tetteinek következményeivel. Megígérte a feleségének, hogy egyszer ellátogatnak Myron Mavis távoli bolygójára.
|  | Itt a vége a cselekmény részletezésének! |

## Szereplők
- Allen Purcell, egy hírügynökség igazgatója
- Janet, Allen felesége
- Mrs. Georgina Birmingham, lakótömb funkcionárius
- Fred Luddy, Allen asszisztense
- Sue Frost, a Bizottság minisztere
- Myron Mavis, a TM ügyvezető igazgatója
- Ida Pease Hoyt, Streiter őrnagy leszármazottja
- Gretchen Malparto, az Egészségközpont munkatársa
- Malparto doktor, Gretchen bátyja

## Megjelenések

### Magyarul
- Az utolsó tréfa; ford.: Pék Zoltán, Agave Könyvek, Bp., 2019 (198 oldal)[1][2]

## Kritika
Anthony Bucher amerikai tudományos-fantasztikus szerkesztő „elsietett és frusztráló” próbálkozásnak nevezte a regényt.

## Hasonlóságok más regényekkel
Az utolsó tréfa sok hasonlóságot mutat George Orwell 1949-ben írt 1984 című regényével. Mindkét történet egy disztópikus jövőben játszódik. Mindkettő egy totalitárius rezsimről beszél, amely az egyént abszolút ellenőrzése alatt tartja. Orwell-lel ellentétben Dick iróniát és humort mutat be, ellentétben a szélsőséges puritanizmussal, amelyben a társadalom elmerül.
Ahogy az Ray Bradbury Fahrenheit 451-ében is szerepel, az irodalom itt is betiltott, és csak a bolygó szennyezett területein maradt fenn a tisztelete és a szeretete.

## Fordítás
- Ez a szócikk részben vagy egészben  a   The Man Who Japed című angol Wikipédia-szócikk ezen változatának fordításán alapul.  Az eredeti cikk szerkesztőit annak laptörténete sorolja fel. Ez a jelzés csupán a megfogalmazás eredetét és a szerzői jogokat jelzi, nem szolgál a cikkben szereplő információk forrásmegjelöléseként.